# پانچ و جودی

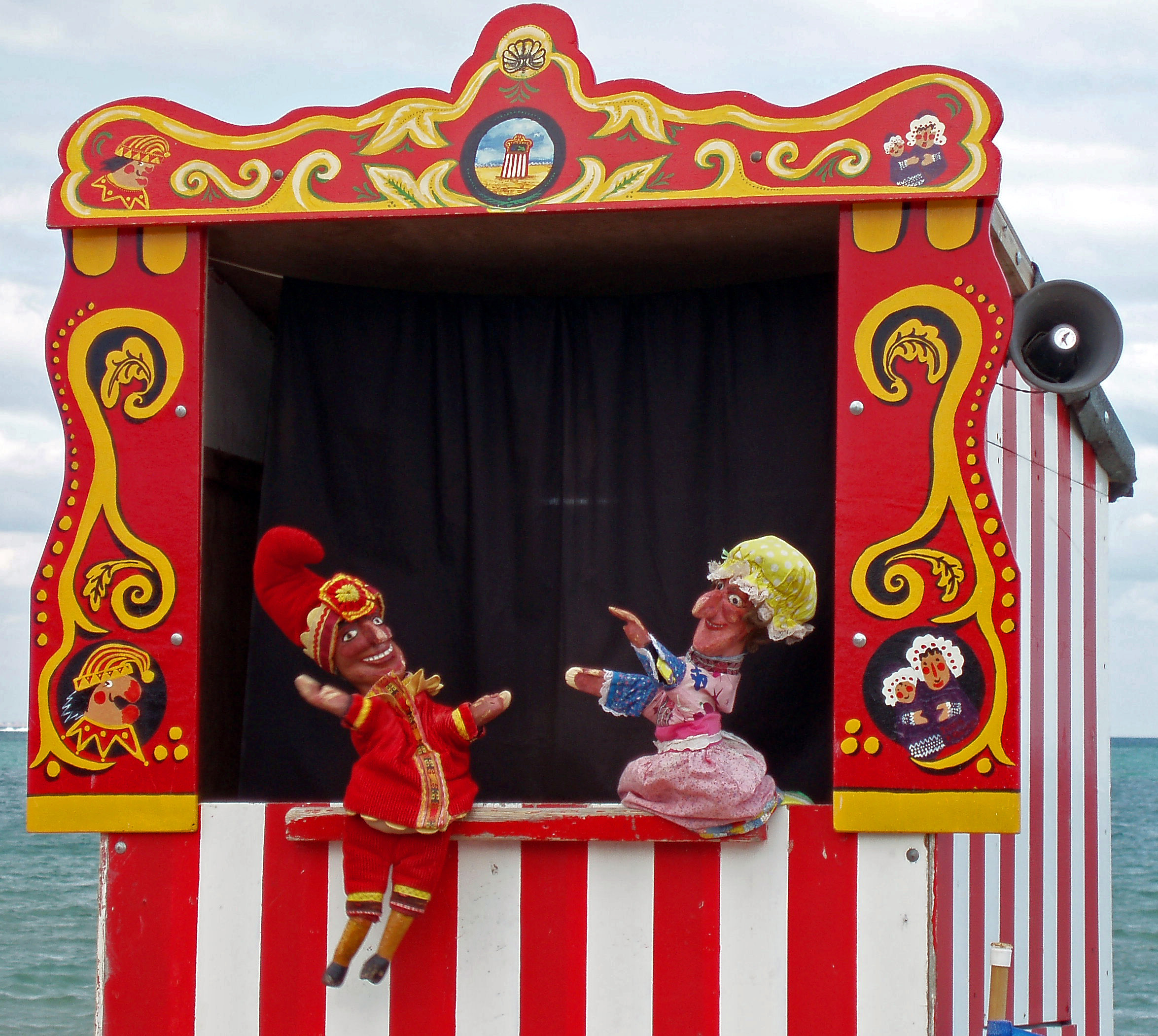
یک دکه سنتی پانچ و جودی، در سوانج، دورست، انگلستان. پانچ در سمت چپ و جودی در سمت راست قرار دارد.

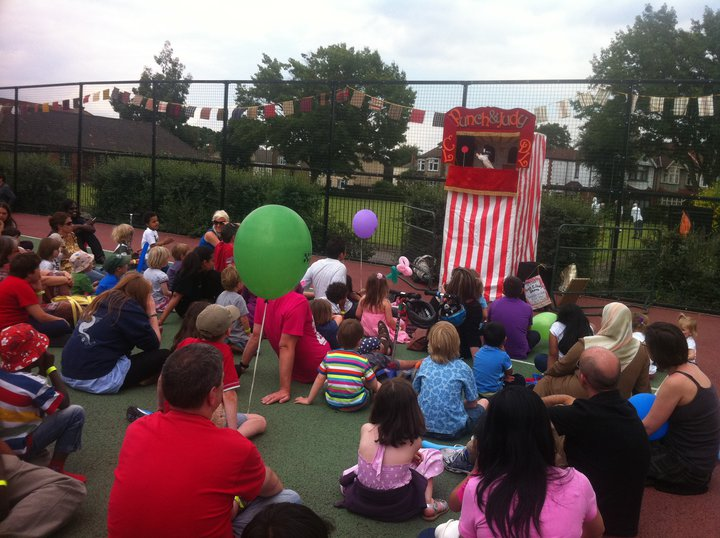
اجرای پانچ و جودی در یک جشن انگلیسی

پانچ و جودی (به انگلیسی: Punch and Judy) یک نمایش عروسکی سنتی است که در آن، آقای پانچ و همسرش جودی حضور دارند. این اجرا شامل تعدادی صحنه کوتاه است که به دنبال هم قرار دارند و هر صحنه تعامل بین دو شخصیت را به تصویر می‌کشد، به‌طور معمول آقای پانچ هرج‌ومرج طلب است و شخصیت دیگر که معمولاً قربانی خشونت عمدی مسخره وار و لودگی پانچ می‌شود. اولین بار که در سال ۱۶۶۲، این نمایش در انگلستان در معرض دید گذاشته شد، روزنامه دیلی تلگراف پانچ و جودی را «جزء اصلی صحنه ساحلی بریتانیا» نامید. قسمت‌های مختلف کمدی پانچ - که اغلب باعث خنده‌های شدید می‌شود - تحت تسلط لودگی بازی آقای پانچ قرار دارد.
این نمایش توسط یک عروسک گردان درون دکه اجرا می‌شود که از دوران ویکتوریا تحت عنوان «استاد» یا «پانچمن» شناخته می‌شود و گاهی یک «دستیار پانچمن» به او در اجرای برنامه کمک می‌کند، تماشاگران را بیرون از غرفه گرد هم آورده، اجرا را معرفی می‌کند و پول جمع‌آوری می‌نماید. دستیار پانچمن همچنین ممکن است موسیقی یا جلوه‌های صوتی را روی درام یا گیتار اجرا کرده و با عروسک‌ها به گفتگو بپردازد، گاهی بندهایی را تکرار می‌کند که درک آنها برای مخاطب دشوار است. در عصر ویکتوریا، درام و پن فلوت ابزار انتخابی بودند. امروزه، بیشتر پانچمن‌ها به صورت انفرادی کار می‌کنند، زیرا هنگام اجرای خیابانی در مقایسه با نمایشی که در مهمانی‌های خصوصی یا رویدادهای عمومی که در قبال آن پول پرداخت می‌کنند، نیاز به دستیار اهمیت کمتری احساس می‌شود. در نمایش‌های امروزی، تماشاگران تشویق می‌شوند که با صدا زدن شخصیت‌های روی صحنه - که به‌طور معمول فریاد می‌زنند «او پشت شماست!» - تا آنها را از خطر آگاه کنند یا سرنخی دهد که پشت سرشان چه می‌گذرد، در اجرای نمایش سهیم شوند.

## تاریخچه

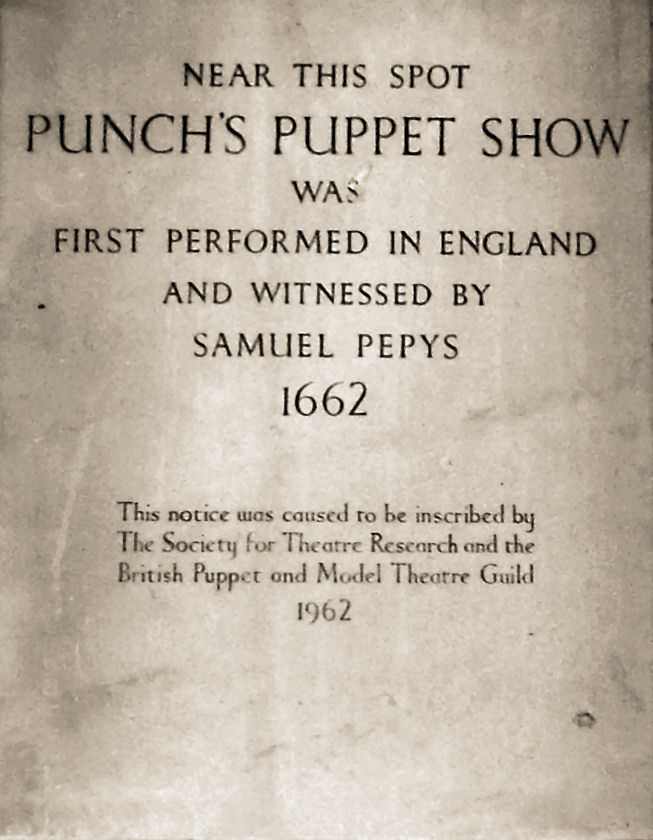
لوحی در سنت پل در کاونت گاردن، لندن. یادبود اولین اجرای ضبط شده پانچ و جودی در سال ۱۶۶۲

ریشه نمایش پانچ و جودی به کمدیا دلآرته ایتالیایی در قرن هفدهم می‌رسد. ظاهر پانچ از شخصیت کلیشه ای ناپلی پولچینلا، که به پانچیلنو انگلیسی‌سازی شده بود، گرفته شده است. او شکل متمایزی از همان مضمون با عنوان سرپرست مراسم جشن (Lord of Misrule) یا بسیاری از شخصیت‌های حیله‌گر است که در افسانه‌های سراسر جهان یافت می‌شوند. همسر پانچ در ابتدا «جون» نام داشت.
شخصیتی که بعد به آقای پانچ تبدیل شد، اولین حضور ضبط شده او در انگلستان، در روز ۹ مه ۱۶۶۲ بود که به‌طور معمول در نزد عموم بر این باور است که همان روز تولد پانچ در بریتانیا است. پانچ و جودی در دوره بازگردانی پادشاهی انگلستان (آغاز در سال ۱۶۶۰) شکل گرفتند، دوره‌ای که هنر و تئاتر شکوفا شد. پادشاه چارلز دوم در سال ۱۶۶۰ بر تخت سلطنت نشست و جایگزین ریچارد کرامول و اولیور کرامول، رهبران پیوریتن شد، و بدین ترتیب تئاتر احیاء گردید. کرامول با جدیت تمام طرفدار این باور پیوریتن مبنی بر تعطیلی و غیراخلاقی بودن تئاتر بود و در نتیجه در سال ۱۶۴۲ تئاتر تعطیل شد. رژیم سرکوبگر، همچنین هنرمندان خیابانی را زندانی کرد. با در دست گرفتن قدرت توسط چارلز دوم، دوران فترت به پایان رسید و قوانین پیوریتن لغو گردید و دوره آزادانه‌تری از هنر و فرهنگ شروع شد. ویلیام لانگلی از دیلی تلگراف در رابطه با پانچ و جودی نوشت «آنها بسیاری از موفقیت ابتدایی خود را مدیون اعمال کرامول مبتنی بر تخریب‌گر خوشی‌ها در انگلستان هستند. با آغاز سلطنت چارلز دوم در سال ۱۶۶۰، خواسته بسیار بزرگ نهفته عموم مردم در مورد سرگرمی‌های عمومی فوران کرد». ساموئل پیپس وقایع‌نویس، یک نمایش خیمه‌شب‌بازی را مشاهده کرد که نسخه اولیه شخصیت پانچ را در محله کاونت گاردن لندن به نمایش گذاشت. این نمایش توسط نمایش‌گردان عروسک ایتالیایی، پیترو گیموند (Pietro Gimonde) با نام مستعار «سنیور بولونیا» اجرا شد که یک هنرمند از تعداد زیاد هنرمندان اروپای قاره‌ای بود که بعد از باز پیرایه اوضاع فرهنگی، به لندن آمدند. پیپس این رویداد را در دفتر خاطرات خود این گونه توصیف کرده است «یک نمایش عروسکی ایتالیایی، که در مسیر صحیح قرار دارد و بسیار جذاب است». در نمایش بریتانیایی پانچ و جودی، پانچ با یک لحن خاص جیغ جیغو صحبت می‌کند که این نوع صدا توسط وسیله‌ای به نام سوازل (swazzle) یا سواچل (swatchel) که در دهان استاد (پانچمن) گذاشته شده، ایجاد می‌گردد و حرافی‌های شادانه خود را به تماشاگر منتقل می‌کند. این به سخن گفتن پانچ کیفیت آوایی می‌بخشد مثل اینکه او از طریق کازو در حال حرف زدن است. علت تغییر نام جون به جودی این بود که ادای تلفظ «جودی» از طریق وسیله سوازل درون دهان، آسانتر از واژه «جون» بود. امضاء صدای (signature sound) پانچ به اندازه‌ای اهمیت دارد که در مباحث پیرامون پانچ و جودی موضوع اختلاف است که یک نمایش «بدون استفاده از سوازل» را می‌توان یک نمایش واقعی پانچ و جودی در نظر گرفت. برای صدای سایر شخصیت‌های نمایش از وسیله سوازل استفاده نمی‌شود، بدین ترتیب پانچمن در حالی که وسیله را در دهان خود قرار داده است باید برای بیان صدای پانچ از آن بهره ببرد و برای بیان صدای شخصیت‌های دیگر از آن استفاده نکند.
نمایش پانچ و جودی در قدیم، هنگامی که از ایتالیا بر گرفته شدند، نمایش خیمه‌شب بازی بودند ولی به خاطر اینکه حرکات خشن شخصیت‌ها، بدون مزاحمت تار و سیم اجرای عروسک خیمه‌شب‌بازی انجام پذیرد، به سبک عروسک دستکشی تغییر پیدا کرد. عملکرد عروسک دستکشی اغلب با قرار دادن انگشست شست در داخل دست عروسک، انگشت‌های کوچک، میانی و حلقه در داخل دست دیگر عروسک و انگشت اشاره در محل سر عروسک انجام می‌گرفت.

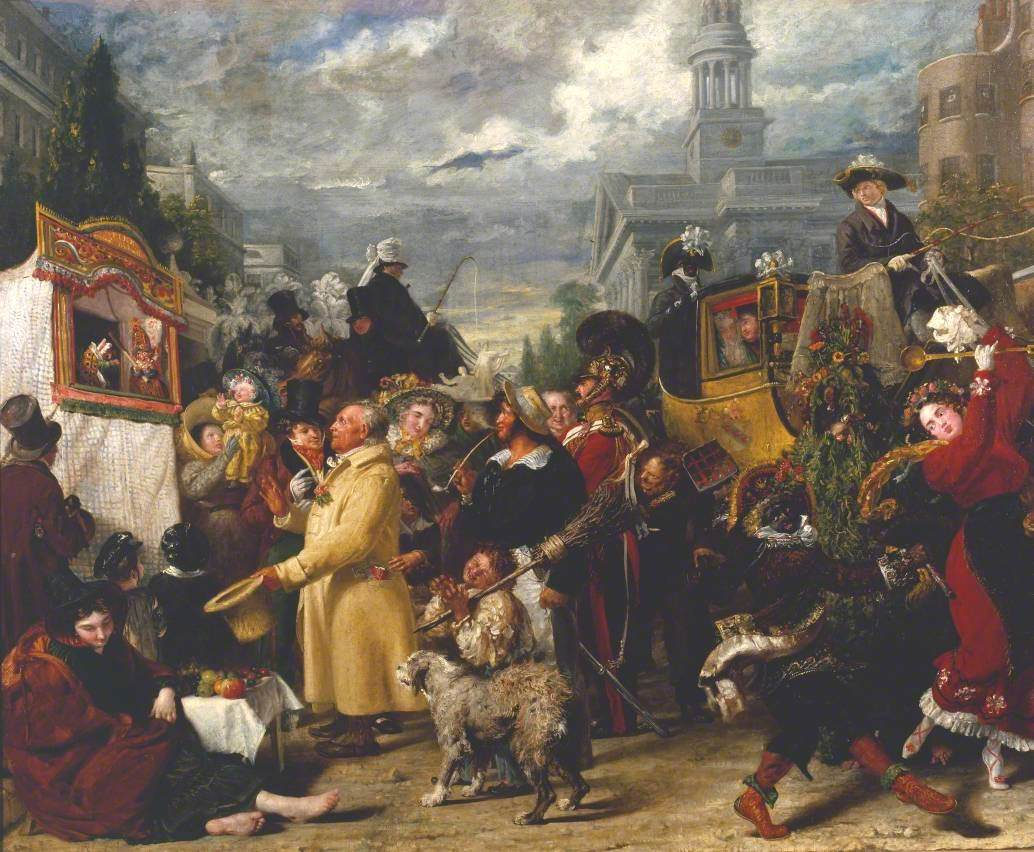
پانچ یا روز مه، نقاشی کشیده شده توسط بنیامین رابرت هایدون در سال ۱۸۲۹، یک منظره خیابان در لندن را به تصویر کشیده است که حاوی نمایش پانچ و جودی است.

در ابتداء قرن هجدهم، تئاتر عروسکی با حضور پانچ در اوج قرار داشت، وفق اینکه مارتین پاول عروسک گردان، جمعیت تماشاگر قابل توجهی را در تئاتر پانچ در کاونت گاردن و پیش از آن، در باث، سامرست جذب کرد. از پاول به عنوان «مسئول اصلی شکل‌گیری درام پانچ و جودی» نام برده می‌شود.

## شخصیت‌های نمایش

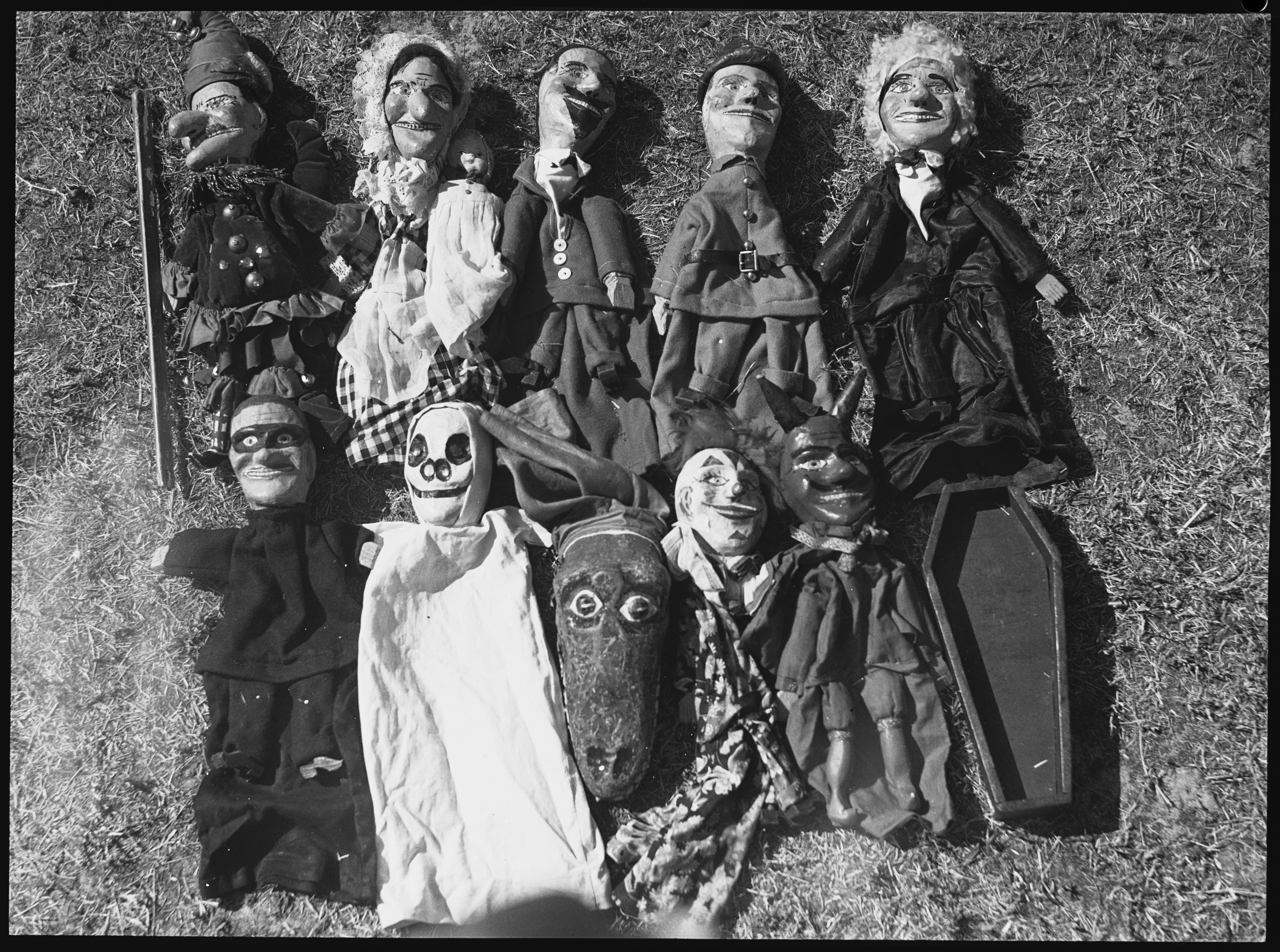
شخصیت‌های نمایش پانچ و جودی، سیدنی، سال ۱۹۴۰

شخصیت‌های عروسکی در نمایش پانچ و جودی، شخصیت‌های ثابتی نیستند. شخصیت‌های نمایش پانچ و جودی همانند بازیگران یک سریال یا یک داستان عامیانه همچون رابین هود هستند: شخصیت‌های اصلی باید حضور داشته باشند ولی شخصیت‌های فرعی در اختیار اجرا کننده گذاشته می‌شود.
پانچ با به تن کردن لباس‌های رنگارنگ و بدون هارمونی، بخشی از روحیه بی‌منطق و در عین حال طرفدار درگیری و نزاع خود را به رخ می‌کشد. جودی شخصیتی است که با آرامشی خاص، در تمامی مراحل و فراز و فرود اتفاقات زندگی پانچ به سراغ استدلال‌های منطقی و جایگزینی گفتگو به جای درگیری است.
در کنار شخصیت‌های عروسکی پانچ و جودی، سایر شخصیت‌های عروسکی که به‌طور معمول در نمایش حضور دارند شامل بچه پانچ و جودی، کروکودیل گرسنه، دلقک و پاسبان مداخله‌گر است. شیطان و جلاد جک کیچ ممکن است هنوز در نمایش حضور داشته باشند که در این صورت پانچ همواره بر آنها برتری دارد. امروزه، شخصیت‌های عروسکی یک نمایش معمولی پانچ و جودی شامل شخصیت‌های ذیل است:
- آقای پانچ
- جودی
- بچه
- پاسبان (با نام مستعار پاسبان جک)
- دلقک به نام جوئی
- کروکودیل
- اسکلت انسان
- پزشک

شخصیت‌های عروسکی که در زمانی به‌طور معمول در نمایش پانچ و جودی حضور داشتند ولی اکنون گاهی حضور دارند عبارتند از:
- سگ به نام توبی
- روح
- وکیل
- اسب به نام هکتور
- پرتی پالی (Pretty Polly)
- جلاد (با نام مستعار جک کیچ)
- شیطان
- مأمور دون‌پایه
- جیم کرو («بلک من»)
- آقای اسکاراموش
- خدمتکار (یا «نقال»)
- مرد نابینا

بقیه شخصیت‌های عروسکی همچون بوکسورها، چینی آکروباتیک باز سینی چرخان، شخصیت‌های وقایع خاص، عروسک شعبده‌باز با گردنی دراز («درباری») و یک میمون می‌باشند. پانچ لباس‌های نامتجانس دلقک دربار و به رنگ‌های روشن (از دیرباز به رنگ قرمز) پوشیده و کلاه کله‌قندی منگوله‌دار بر سر داشت. او یک گوژپشت است که دماغ سر کج او تقریباً تا به انحنای چانه برآمده‌اش می‌رسید. او یک ترکه چوب به بزرگی خودش در اختیار داشت که از آن آزادانه برای اعمال بر بیشتر شخصیت‌های عروسکی نمایش بهره می‌برد. جودی پیش‌بند و لباس آبی بر تن داشت و کلاه بونت بر سر می‌گذاشت و هر گاه پانچ از ترکه چوب استفاده می‌کرد همواره می‌گفت که دست از این کار بردارد.

## داستان نمایش

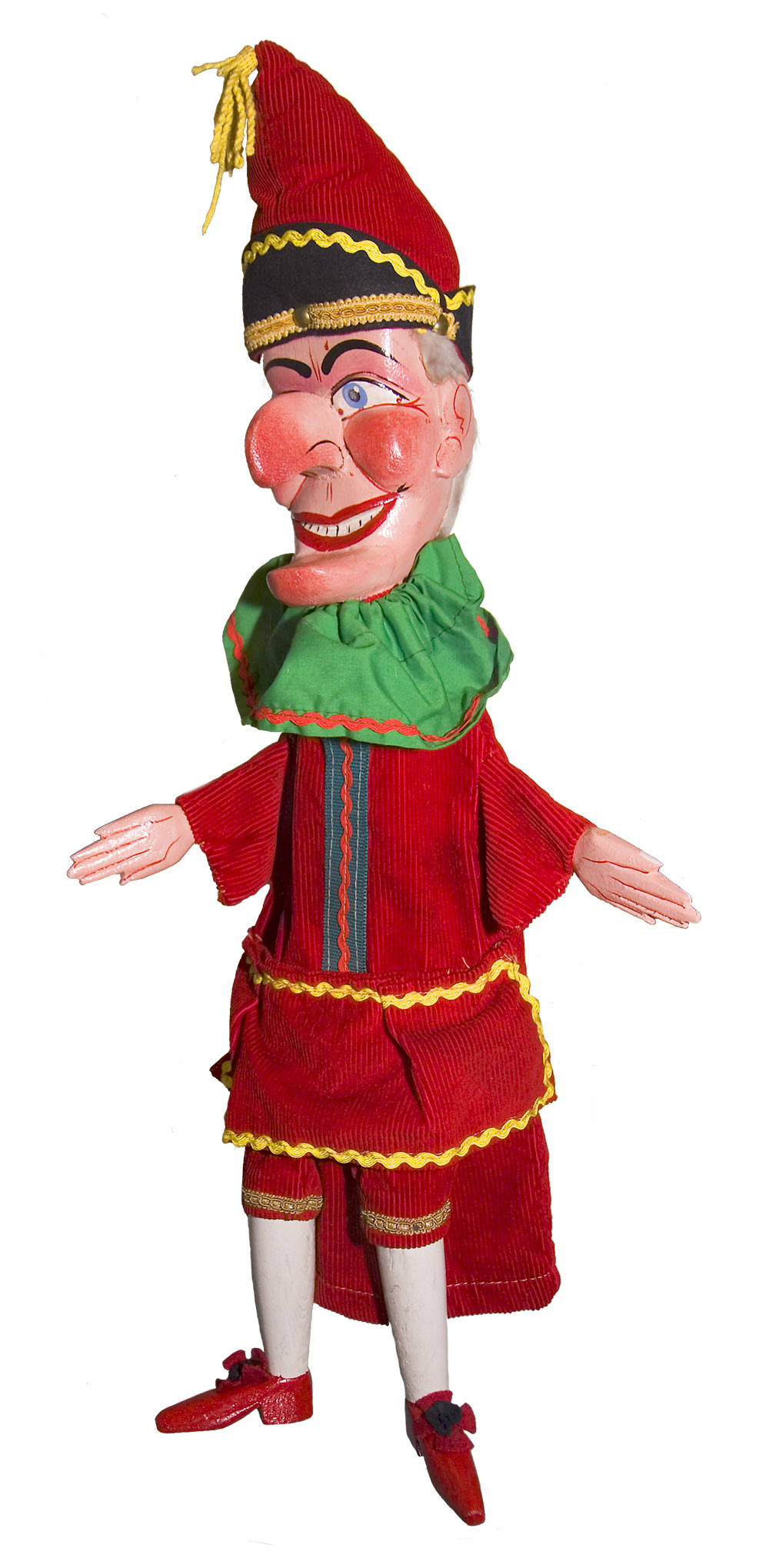
آقای پانچ

گلین ادواردز، داستان پانچ و جودی را به داستان سیندرلا تشبیه کرده است. او خاطر نشان می‌کند که بخش‌هایی از داستان سیندرلا وجود دارد که همه با آن آشنایی دارند، به عنوان نمونه خواهران ناتنی بی‌رحم، دعوت به مجلس رقص، شاهزاده جذاب، فرشته مهربان، لباس مندرس سیندرلا در نیمه شب، کفش بلورین که جا گذاشت، شاهزاده در جستجوی صاحب کفش بلورین و پایان خوشایند داستان، از آن جمله هستند. با حذف یکی از این بخش‌ها، داستان معروف قابل بازگو کردن نیست. این ویژگی در مورد داستان نمایش پانچ و جودی هم صدق می‌کند. همه می‌دانند که پانچ با بچه رفتار بدی دارد، پانچ و جودی با هم جر و بحث و دعوا می‌کنند، پاسبان ورود کرده و به سراغ پانچ می‌رود و ضربه ترکه چوب او را تجربه می‌کند، پانچ مسرورانه با شخصیت‌های عروسکی دیگر کشمکش کرده و ترکه چوبش را به سمت همه می‌گیرد که در نهایت با شخصیت آخری مخالف خود، مواجه می‌شود (این شخصیت می‌تواند جلاد، شیطان، کروکودیل یا روح باشد). ادواردز استدلال می‌کند که یک نمایش مناسب پانچ و جودی به این بخش‌ها نیاز دارد، در غیر این صورت تماشاگر احساس سرخوردگی می‌کند.
قصه نمایش پانچ و جودی از یک عروسک‌گردان تا عروسک‌گردان دیگر متفاوت است، همان‌طور که در مورد پانچیلنو و جون همین گونه بود و با گذشت زمان تغییر کرد. با این حال، طرح کلی داستان اغلب مشخص است. به‌طور معمول شامل رفتار گستاخانه پانچ، درگیری با همسرش جودی و بچه، و در ادامه غلبه یافتن بر مأموران نظم و قانون در یک سری رویارویی با آنها (اغلب غیرطبیعی) است که با مضحکه و آواز ترکیب شده‌اند.

## درون‌مایه کمدی
با وجود قتل‌های بدون شرمساری پانچ در طی اجرای نمایش، هنوز به عنوان نمایش کمدی تلقی می‌شود. شوخ‌طبعی با مساعدت چند مورد انجام می‌پذیرد. روزالیند کرون به این نکته اشاره می‌کند، وقتی عروسک‌ها از چوب حکاکی شده هستند حالت چهره آنها نمی‌تواند تغییر کند و همچنان در حالت غلوآمیز گرفتار هستند که از حس واقع‌گرایی نمایش جلوگیری کرده و منجر به دور شدن حس نمایش از مخاطب می‌شود. استفاده از سوازل به ایجاد شوخ‌طبعی کمک کرده و صدایی که از پانچ توسط سوازل خارج می‌شود، رفتار بی‌رحمانه پانچ را از دیدرس مخاطب خارج می‌کند. بنا بر اظهارات کرون، جنبه سومی که به طنز خشونت‌آمیز کمک کرد این بود که رفتار خشونت‌آمیز پانچ نسبت به همسرش، توسط پرخاشگری جودی به سوی پانچ برانگیخته می‌شد. . از لحاظ این جنبه، او برخی از شخصیت‌های زن ذلیلی سابق را در خود حفظ کرده است. این امر القا می‌کند که وقتی پانچ محض دفاع از خودش رفتار خشونت‌آمیز داشت فاقد اشکال بود. این یک توجیه امکان‌پذیر برای شوخ‌طبعی خشونت او نسبت به همسرش است، حتی نسبت به دیگران که شاید «با آن مواجه شوند». این اظهارات در مورد رفتار شوخ‌طبعی خشونت‌آمیز در برابر بچه، بهتر خود را نشان می‌دهد. سایر شخصیت‌های عروسکی که باید رفتار خشونت‌آمیز پانچ را تحمل می‌کردند به تصمیم پانچمن بستگی داشته و شخصیت‌های مختلفی بودند ولی شخصیت‌هایی که بیشتر معمول بودند اجنبی، مرد نابینا، مأمور مالیات، پاسبان و شیطان هستند.

## آثار مرتبط
ادبیات

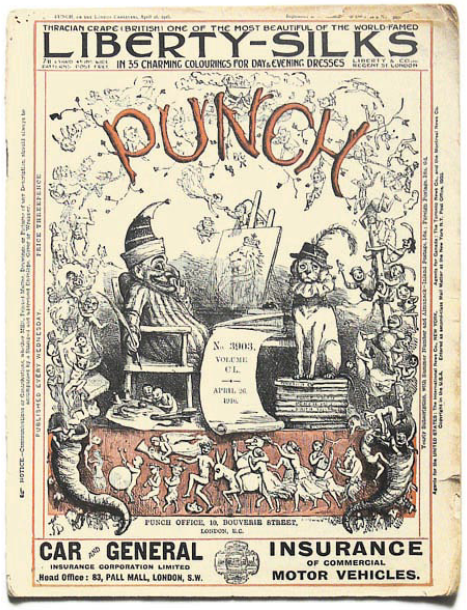
تصویر آقای پانچ روی جلد مجله پانچ، ۲۶ آوریل ۱۹۱۶

سردبیر مجله طنز بریتانیایی با عنوان پانچ که در سال ۱۸۴۱ بنا نهاده شد، آقای پانچ که رفتاری بی‌نظم و بی‌قانون داشت را به عنوان عروسک خوش‌یمن برای مجله انتخاب کرد، وفق اینکه همین شخصیت عروسکی الهام‌بخش نام مجله شد.
رمان رودخانه‌های لندن (در ایالات متحده آمریکا با عنوان شورش نیمه‌شب) اثر بن آرونویتچ در داستان پانچ و جودی جاسازی شده است تا داستان یک قاتل سریالی شبح مانند را روایت کند.
رمان ریدلی واکر نوشته راسل هوبان در سال ۱۹۸۰، نسخه دنیای پسافاجعه از نمایش پانچ و جودی را ارائه می‌کند. داستان کوتاه رازآلود قتل با عنوان «تئاتر بی‌رحمی» اثر تری پرچت در سال ۱۹۹۳، از پانچ و جودی الهام گرفته شده بود. این داستان در مجموعه فانتزی دیسک‌ورلد خود او، گنجانده شده بود، نمایش پانچ و جودی به‌طور مختصر در دیسک‌ورلد ۲۰۰۳، رمان هنگ هیولا مورد اشاره قرار گرفته است.